# Isola (Frankrijk)
Isola (Occitaans: Lieusola) is een gemeente in het Franse departement Alpes-Maritimes (regio Provence-Alpes-Côte d'Azur) en telt 578 inwoners (2004). De plaats maakt deel uit van het arrondissement Nice.

## Geografie
De oppervlakte van Isola bedraagt 96,0 km², de bevolkingsdichtheid is 6,0 inwoners per km².
De onderstaande kaart toont de ligging van Isola (Frankrijk) met de belangrijkste infrastructuur en aangrenzende gemeenten.

## Demografie
Onderstaande figuur toont het verloop van het inwonertal (bron: INSEE-tellingen).
Vanwege een beveiligingsprobleem met de MediaWiki Graph-software is het momenteel niet mogelijk deze grafiek weer te geven. Zodra de software is bijgewerkt zal de grafiek vanzelf weer zichtbaar worden.

## Sport
Isola was drie keer etappeplaats in de wielerkoers Ronde van Frankrijk. In 1993 won de Zwitser Tony Rominger er de etappe, de eindstreep lag op Isola 2000. In de Tour van 2024 was Isola 2000 weer de finishlocatie en won de Sloveen Tadej Pogačar. Isola was doorkomstplaats (na de afdaling van de Col de La Lombarda in de 16 etappe van Cuneo naar  Jausiers) in de Tour van 2008.